# Какыр (айылный аймак А. Масалиев, бывший Абсамат Масалиевский айылный аймак)
Какыр (кирг. Какыр) — село в Кадамжайском районе Баткенской области Кыргызстана. Входит в состав айылного аймака А. Масалиев.

## География
Село расположено в восточной части области, на левом берегу реки Исфайрамсай, вблизи государственной границы с Узбекистаном, на расстоянии приблизительно 26 километров (по прямой) к северо-востоку от города Кадамжай, административного центра района.

## Население
Согласно оценочным данным Национального статистического комитета Кыргызской Республики, численность населения села на начало 2023 года составляла 1570 человек.
| год     | 2009 | 2014 | 2015 | 2020 | 2021 | 2023 |
| ------- | ---- | ---- | ---- | ---- | ---- | ---- |
| человек | 586  | 909  | 918  | 1175 | 1225 | 1570 |